# تونلی (دهانه)
تونلی یک دهانه برخوردی در ماه‌ است.